# هاينريش ماير
هاينريش ماير (بالألمانية: Heinrich Mayr) (و. 1854 – 1911 م) هو عالم نبات، وكاتب عمومي، وأستاذ جامعي، وكاتب من ألمانيا . ولد في لاندسبرغ آم لش.
توفي في ميونخ ، عن عمر يناهز 57 عاماً.

## مناصب وهيئات
أدار جامعة لودفيش ماكسيميليان في ميونخ.